# ニコモール新田

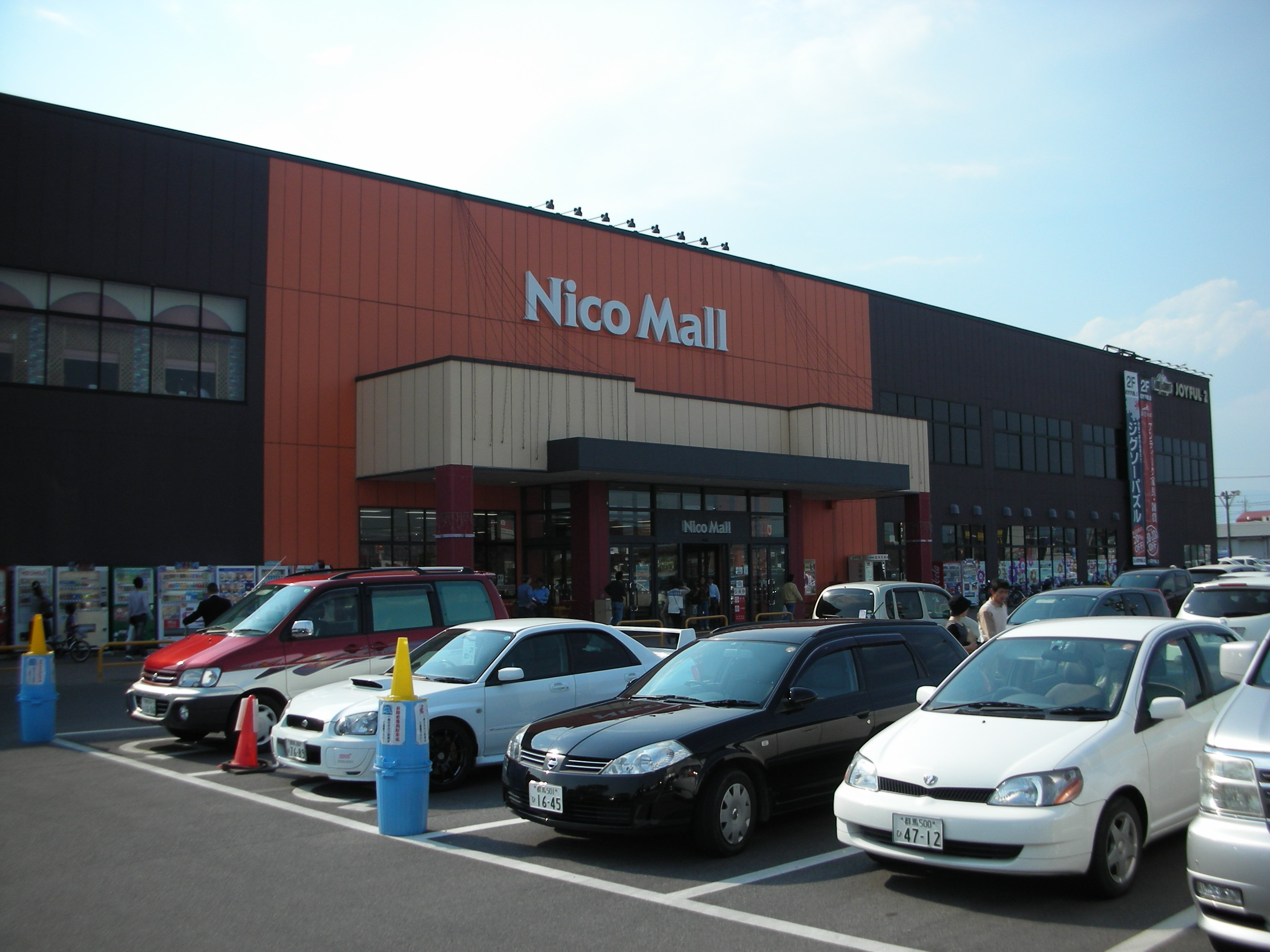
ニコモール新田

ニコモール新田（ニコモールにった）は、群馬県太田市新田市野井町にある大型ショッピングセンター・ジョイフル本田新田店の北側に併設された専門店街の名称である。2000年4月、ジョイフル本田と同日開店。運営は当初は旧・新田町が主体となって設立した第三セクター・株式会社田園都市未来新田が行っていたが、2021年5月27日に商号変更し、株式会社ニコモール（JMホールディングス傘下）が行っている。

## 概要
店舗は2階建だが、2階部分はジョイフル本田の画材専門館・ジョイフル2及び駐車場の一部となっている。広い商圏を目指したジョイフル本田との併設ゆえ集客率も高いが、2003年12月のイオンモール太田（当時はイオン太田ショッピングセンター）開店と同時期に増築工事を行い、店舗面積及び駐車場面積を拡大した。また、かつてジョイフル本田との店舗間には東西方向に抜けるスペースがあったが、2005年にはこの箇所にも店舗等が入りほぼ一体化している。
- 所在地 - 〒370-0314 群馬県太田市新田市野井町592-13
- 運営管理 - 株式会社ニコモール
- テナント数 - 35
- 駐車場 - 3,500台（無料）
- 営業時間 - 9:00 - 19:00（夏期は19:30まで営業）

## 主なテナント
- ジャパンミート(食品販売) - JMホールディングスが運営
- マクドナルド・新田ショッピングセンター店
これ以外にもマクドナルドはジョイフル本田の駐車場北側・群馬県道2号前橋館林線沿いにも店舗を構えており、こちらはニコモールの開店時間とは関係無く早朝から深夜まで（ドライブスルーのみ24H）営業している。
- ケンタッキーフライドチキン・新田店
- ドトール・ニコモール新田店
- ダイソー・ニコモール新田店
- アミューズメントプレビ・ニコモール新田店
- ミルクランド東毛(食品販売)

## アクセス

### 自家用車
- 北関東自動車道太田藪塚ICより群馬県道315号大原境三ツ木線及び群馬県道2号前橋館林線を経由、約10分。

### バス
最寄りのバス停留所は、ニコモール新田とジョイフル本田の連結部分付近にあるジョイフル本田新田前（市営無料バス）、およびジャパンミート側の出口付近にあるジョイフルホンダ西（シティライナーおおた）である。なお、市営無料バス・シティライナーおおた共に土日祝日、年末年始は運行されないため、週末や休日のお買い物には利用できない。
- ジョイフル本田新田前
  - 市営無料バス西バス（藪塚駅、木崎駅など）
  - 市営無料バス宝泉・新田線（太田記念病院など）
- ジョイフルホンダ西
  - 新田線（太田駅、太田記念病院、新田暁高校など）

## 周辺施設
- 太田市役所新田庁舎
- 新田保健センター
- 新田文化会館
- 新田図書館
- 新田総合体育館
- 新田陸上競技場
- 太田市消防本部 西部消防署

## 近隣SC
- イオンモール太田
- スマーク伊勢崎